# Mandinga (feitiço)
Mandinga é um termo de origem africana, que significa algum tipo de feitiço.

## Etimologia
Mandinga no Brasil Colonial era a designação de um grupo étnico de origem guineense, praticantes do Islão, possuidor do hábito de carregar junto ao peito pendurado em um cordão, pequeno pedaço de couro com inscrições de trechos do Alcorão, que negros de outras etnias denominavam patuá. Depois de feita a inscrição o couro era dobrado e fechado costurando-se uma borda na outra. Com o tempo, passou a carregar também orações católicas. Além disso, esses amuletos guardavam objetos diversos como ossos humanos, balas de chumbo e moedas de prata. Eram também defumados com incensos e ervas e enterrados à meia noite em encruzilhadas.[carece de fontes?] A bolsa de mandinga, como também ficou conhecida, era uma forma de exercer uma medicina mágica, com implicações corporais e espirituais, especialmente pela precariedade da assistência médica do período.
Os mandingas, via de regra por serem melhor instruídos que outros grupos e possuírem conhecimento de linguagem escrita, eram escolhidos para exercerem funções de confiança, dentre elas a de capitão do mato. Também eram capacitados a descobrir possíveis impostores negros através de palavras e gestos islâmicos, se estes não entendessem, eram considerados foragidos, daí o termo mandinga significar magia, ou feitiço. Costumavam usar turbantes, sob os quais normalmente mantinham seus cabelos espichados.[carece de fontes?]
A estrutura da sociedade mandinga comporta a figura do Griot, personalidade social regida pela Djaliá - ofício especializado transmitido por laços de parentesco e relações sociais. Desta forma, o Griot cumpre função de guardião e transmissor do saber ancestral, além de inventor cultural, uma vez que viaja de região em região contando lendas histórias e mitos tocando seu instrumento

## Capoeira
No âmbito da capoeira, o termo mandinga possui significado diferente, não envolvendo nem o conceito de grupo étnico nem aspectos religiosos ou místicos. Diversos negros fugidos de outras etnias, para tentarem disfarçar o fato de não serem livres espichavam o cabelo e usavam o patuá em um cordão, a também chamada bolsa de mandinga, junto ao peito, porém sem as inscrições.
Os mandingas tinham o costume de se reconhecerem mutuamente recitando trechos do alcorão uns para os outros. Caso o negro interpelado não recitasse o trecho correto, o capitão do mato de etnia mandinga, capturaria o fugitivo imediatamente. Outras etnias viam nessa identificação entre si como um fenômeno mágico, atribuindo muitas vezes ao patuá poderes mágicos que permitiriam ao mandinga identificar os fugitivos. Aqueles que utilizavam o patuá também eram chamados de mandingueiros, calundeiros, curandeiros e feiticeiros negros. Os mandingas eram um povo rico que envolviam o controle de mais de 400 tribos no Império do Mali.[carece de fontes?]